# Air Force Cross (Stati Uniti d'America)
La Air Force Cross (AFC) è la seconda più alta onorificenza che può essere assegnata ad un membro dell'Aeronautica militare degli Stati Uniti ed è surclassata solo dalla Medaglia d'Onore. La Air Force Cross è l'equivalente dell'aeronautica per la Distinguished Service Cross dell'esercito e della Navy Cross per la marina.